# Attitude
Attitude (obvykle psáno attitude) je britský gay lifestylový časopis vydávaný od roku 1994. Je jedním z nejdéle vydávaných a nejpopulárnějších gay magazínů ve Spojeném království.

## Vlastnictví
V roce 2010 časopis vlastnila společnost Vitality Publishing. Tu v lednu 2012 vykoupil vlastní management a firma v březnu 2012 prodala časopis společnosti Attitude Media. Ta tehdy nově vznikla jako vydavatelská, eventová a produkční joint venture, kterou vlastnili tři podílníci: z 50 % společnost Triactive vlastnící i Vitality, z 25 % Julian Agostini, majitel Mash Media a z 25 % Darren Styles, majitel Stream Publishing. Styles se ujal vedení vydavatelství a Agostini si vzal na starost produkci eventů. Mezi ně patřilo i vyhlašování cen Attitude.

## Náklad a dostupnost
V roce 2012 vycházel časopis v čtyřtýdenní periodě s prodejní cenou 4,25 libry. Digitální verze měla 5 000 předplatitelů, časopis byl dostupný i na iPadu.

## Obsah
Mezi vrcholnými celebritami, které v minulosti poskytly časopisu rozhovor, byli herec Heath Ledger, fotbalista David Beckham i britský premiér David Cameron.
V březnu 2014 vyšlo výroční číslo u příležitosti 20. narozenin časopisu s pěti alternativními sběratelskými obálkami, na nichž figurovali zpěvačka Kylie Minogue, hudebník Harry Judd, herci Danny Dyer a Sam Strike, politik Ed Miliband a hudebník a herec Jonathan Groff.